# Hermannia eusetosa
Hermannia eusetosa är en kvalsterart som först beskrevs av Lee 1985.  Hermannia eusetosa ingår i släktet Hermannia och familjen Hermanniidae. Inga underarter finns listade i Catalogue of Life.